# НБА утакмица звезда у успону
НБА утакмица звезда у успону (енгл. Rising Stars Challenge) ревијална је кошаркашка утакмица која се сваке године игра у оквиру НБА Ол-стар викенда и на програму је у петак. Право учешћа на овој утакмици имају играчи којима је текућа сезона прва или друга у НБА лиги (тзв. рукији и софомори).

## Формат и начин избора
Утакмица траје 40 минута (2 полувремена по 20 минута). Играче који ће наступити на њој гласањем бирају помоћни тренери НБА тимова. Супротстављене тимове на овом мечу предводе први помоћници тренера на НБА Ол-стар мечу.

## Историјат
Утакмица је први пут одиграна 12. фебруара 1994. године у Минеаполису. Првобитно је била део суботњег програма НБА Ол-стар викенда, а од 2003. године се игра петком.
На првих пет утакмица тимови су били сачињени искључиво од рукија, а тек 2000. године су право учешћа добили и софомори. Ипак, све до 2012. године је носила назив Руки челенџ (енгл. Rookie Challenge).
У периоду од 1996. до 1998. утакмица је представљала дуел новајлија Источне и Западне конференције. У сва три меча био је успешнији тим Истока.
Од 2000. до 2011. године утакмица је супротстављала рукије софоморима. Софомори су тријумфовали осам пута, док су рукији били успешнији четири пута.

## Досадашње утакмице
| 1994. | 12. фебруар 1994.                              | Минеаполис, Минесота                           | Феномени                                       | 74 : 68                                        | Сензације                                      | Пени Хардавеј (Орландо меџик)                                     |                                                |                                                |                                                |
| 1995. | 11. фебруар 1995.                              | Финикс, Аризона                                | Бели тим                                       | 83 : 79 *                                      | Зелени тим                                     | Еди Џоунс (Лос Анђелес лејкерси)                                  |                                                |                                                |                                                |
| 1996. | 10. фебруар 1996.                              | Сан Антонио, Тексас                            | Исток                                          | 94 : 92                                        | Запад                                          | Дејмон Стодемајер (Торонто репторси)                              |                                                |                                                |                                                |
| 1997. | 8. фебруар 1997.                               | Кливленд, Охајо                                | Исток                                          | 96 : 91                                        | Запад                                          | Ален Ајверсон (Филаделфија севентисиксерси)                       |                                                |                                                |                                                |
| 1998. | 7. фебруар 1998.                               | Њујорк Сити, Њујорк                            | Исток                                          | 85 : 80                                        | Запад                                          | Жидрунас Илгаускас (Кливленд кавалирси)                           |                                                |                                                |                                                |
| Меч планиран за 1999. годину отказан је због НБА локаута. Било је предвиђено да ове године домаћин буде Филаделфија (Пенсилванија). |                                                |                                                |                                                |                                                |                                                |                                                                   |                                                |                                                |                                                |
| 2000. | 12. фебруар 2000.                              | Оукланд, Калифорнија                           | Рукији                                         | 92 : 83 *                                      | Софмори                                        | Елтон Бранд (Чикаго булси)                                        |                                                |                                                |                                                |
| 2001. | 10. фебруар 2001.                              | Вашингтон                                      | Софомори                                       | 121 : 113                                      | Рукији                                         | Воли Зербијак (Минесота тимбервулвси)                             |                                                |                                                |                                                |
| 2002. | 9. фебруар 2002.                               | Филаделфија, Пенсилванија                      | Рукији                                         | 103 : 97                                       | Софомори                                       | Џејсон Ричардсон (Голден Стејт вориорси)                          |                                                |                                                |                                                |
| 2003. | 8. фебруар 2003.                               | Атланта, Џорџија                               | Софомори                                       | 132 : 112                                      | Рукији                                         | Гилберт Аринас (Голден Стејт вориорси)                            |                                                |                                                |                                                |
| 2004. | 13. фебруар 2004.                              | Лос Анђелес, Калифорнија                       | Софомори                                       | 142 : 118                                      | Рукији                                         | Амаре Стодемајер (Финикс санси)                                   |                                                |                                                |                                                |
| 2005. | 18. фебруар 2005.                              | Денвер, Колорадо                               | Софомори                                       | 133 : 106                                      | Рукији                                         | Кармело Ентони (Денвер нагетси)                                   |                                                |                                                |                                                |
| 2006. | 17. фебруар 2006.                              | Хјустон, Тексас                                | Софомори                                       | 106 : 96                                       | Рукији                                         | Андре Игодала (Филаделфија севентисиксерси)                       |                                                |                                                |                                                |
| 2007. | 16. фебруар 2007.                              | Лас Вегас, Невада                              | Софомори                                       | 155 : 114                                      | Рукији                                         | Дејвид Ли (Њујорк никси)                                          |                                                |                                                |                                                |
| 2008. | 15. фебруар 2008.                              | Њу Орлеанс, Луизијана                          | Софомори                                       | 136 : 109                                      | Рукији                                         | Данијел Гибсон (Кливленд кавалирси)                               |                                                |                                                |                                                |
| 2009. | 13. фебруар 2009.                              | Финикс, Аризона                                | Софомори                                       | 122 : 116                                      | Рукији                                         | Кевин Дурант (Оклахома Сити тандер)                               |                                                |                                                |                                                |
| 2010. | 12. фебруар 2010.                              | Арлингтон, Тексас                              | Рукији                                         | 140 : 128                                      | Софомори                                       | Тајрик Еванс (Сакраменто кингси) Дехуан Блер (Сан Антонио спарси) |                                                |                                                |                                                |
| 2011. | 18. фебруар 2011.                              | Лос Анђелес, Калифорнија                       | Рукији                                         | 148 : 140                                      | Софомори                                       | Џон Вол (Вашингтон визардси)                                      |                                                |                                                |                                                |
| 2012. | 24. фебруар 2012.                              | Орландо, Флорида                               | Тим Чак                                        | 146 : 133                                      | Тим Шек                                        | Кајри Ирвинг (Кливленд кавалирси)                                 |                                                |                                                |                                                |
| 2013. | 15. фебруар 2013.                              | Хјустон, Тексас                                | Тим Чак                                        | 163 : 135                                      | Тим Шек                                        | Кенет Фарид (Денвер нагетси)                                      |                                                |                                                |                                                |
| 2014. | 14. фебруар 2014.                              | Њу Орлеанс, Луизијана                          | Тим Хил                                        | 142 : 136                                      | Тим Вебер                                      | Андре Драмонд (Детроит пистонси)                                  |                                                |                                                |                                                |
| 2015. | 13. фебруар 2015.                              | Њујорк Сити, Њујорк                            | Тим Свет                                       | 121 : 112                                      | Тим САД                                        | Ендру Вигинс Минесота тимбервулвси)                               |                                                |                                                |                                                |
| 2016. | 12. фебруар 2016.                              | Торонто, Онтарио                               | Тим САД                                        | 157 : 154                                      | Тим Свет                                       | Зек Лавин (Минесота тимбервулвси)                                 |                                                |                                                |                                                |
| 2017. | 17. фебруар 2017.                              | Њу Орлеанс, Луизијана                          | Тим Свет                                       | 150 : 141                                      | Тим САД                                        | Џамал Мари (Денвер нагетси)                                       |                                                |                                                |                                                |
| 2018. | 16. фебруар 2018.                              | Лос Анђелес, Калифорнија                       | Тим Свет                                       | 155 : 124                                      | Тим САД                                        | Богдан Богдановић (Сакраменто кингси)                             |                                                |                                                |                                                |
| 2019. | 15. фебруар 2019.                              | Шарлот, Северна Каролина                       | Тим САД                                        | 161 : 144                                      | Тим Свет                                       | Кајл Кузма (Лос Анђелес лејкерси)                                 |                                                |                                                |                                                |
| 2020. | 14. фебруар 2020.                              | Чикаго, Илиноис                                | Тим САД                                        | 151 : 131                                      | Тим Свет                                       | Мајлс Бриџиз (Шарлот хорнетси)                                    |                                                |                                                |                                                |
| 2021. | Утакмица није играна због пандемије ковида 19. | Утакмица није играна због пандемије ковида 19. | Утакмица није играна због пандемије ковида 19. | Утакмица није играна због пандемије ковида 19. | Утакмица није играна због пандемије ковида 19. | Утакмица није играна због пандемије ковида 19.                    | Утакмица није играна због пандемије ковида 19. | Утакмица није играна због пандемије ковида 19. | Утакмица није играна због пандемије ковида 19. |
| 2022. | 18. фебруар 2022.                              | Кливленд, Охајо                                | Тим Бари                                       | 25 : 20                                        | Тим Томас                                      | Кејд Канингам (Детроит пистонси)                                  |                                                |                                                |                                                |
| 2023. | 17. фебруар 2023.                              | Солт Лејк Сити, Јута                           | Тим Пау                                        | 25 : 20                                        | Тим Ноа                                        | Хосе Алварадо (Њу Орлеанс пеликанси)                              |                                                |                                                |                                                |
| 2024. | 16. фебруар 2024.                              | Индијанаполис, Индијана                        | Тим Џејлен                                     | 25 : 13                                        | Тим Детлеф                                     | Бенедикт Матурин (Индијана пејсерси)                              |                                                |                                                |                                                |